# Catelyn Stark
Catelyn «Cat» Tully, també coneguda com a Catelyn Stark pel seu matrimoni amb Eddard Stark, és un personatge fictici de la saga Cançó de gel i foc de l'escriptor George R. R. Martin. És un dels principals personatges dels tres primers llibres de la saga.
En l'adaptació televisiva de HBO és interpretrada per l'actriu Michelle Fairley.

## Concepció i disseny
Catelyn Tully és representada com la voluntariosa matriarca de la Casa Stark. En la saga, Catelyn és reconeguda com una dona forta, honorable i amb un profund amor per la seva família, fent tot el que està a la seva mà per protegir-los. No obstant això, la seua impulsivitat i falta de mires provocaran diversos successos que seran decisius en l'esdevenir de la saga.
Després del seu assassinat i posterior resurrecció com Lady Cor de Pedra, el seu canvi serà tant físic com en la personalitat, tractant-se d'una dona freda, inmisericorde i consumida pel desig de venjança contra els enemics de la seva família.

## Història

### Primers anys
Catelyn va ser la primera filla de Lord Hoster Tully, Senyor de Aigüesdolces, amb Lady Minisa Whent. Catelyn va créixer al costat dels seus germans petits, Lysa i Edmure, i amb un noi anomenat Petyr Baelish, el qual era pupil del seu pare. Catelyn va ser sempre la veu de la prudència entre els seus germans, controlant a la somiadora Lysa i a l'impulsiu Edmure. Per la seva banda, Petyr va acabar enamorant-se d'ella malgrat que Catelyn solament ho veia com si fos un més dels seus germans.
Quan Catelyn tenia 12 anys va ser promesa a Brandon Stark, hereu de Invernalia. En assabentar-se Petyr va reptar a un dol a Brandon per la seva mà, dol guanyat ràpidament per aquest. Solament les súpliques de Catelyn van evitar que Brandon acabés amb ell. Després de recuperar-se de les seves ferides, Petyr va abandonar Aigüesdolces i Catelyn no tornaria a veure'l fins als inicis de la saga. Brandon moriria a les mans del rei Aerys II Targaryen i llavors Catelyn es va casar amb el nou Senyor de Invernalia, Eddard Stark; d'aquesta forma, la Casa Tully s'unia als Stark, els Baratheon i els Arryn en la Rebel·lió de Robert.
Quan Eddard va tornar a Invernalia, Catelyn li va presentar al seu fill nounat, Robb, però Eddard també va portar amb ell a qui va dir que era el seu bastard, Jon Nevi. Catelyn sempre va sentir recel d'ell, al que veia com el símbol de la infidelitat del seu espòs.

### Joc de trons
El rei Robert Baratheon acudeix a Invernalia per nomenar a Ned Stark com la seva Mà del Rei. Catelyn rep una carta de la seva germana Lysa dient que Jon Arryn, l'anterior Mà del Rei, va ser assassinat pels Lannister. Catelyn no vol que Ned acudeixi a Desembarcament del Rei però aquest accepta el càrrec.
El seu fill Bran sofreix una caiguda d'una torre i queda lesionat, Catelyn a més el salva d'un intent d'assassinat. Ella creu que els Lannister estan també darrere de l'intent d'assassinat de Bran i vol acudir a Desembarcament del Rei per informar a Eddard. Acompanyada de Ser Rodrik Cassel i ajudada pel seu vell amic Petyr Baelish, Catelyn aconsegueix parlar amb Eddard. A propòsit d'això, Petyr els informa que la daga que l'assassí va intentar usar contra Bran pertanyia a Tyrion Lannister. De tornada a Invernalia paren en una fonda on Catelyn es topa per casualitat amb Tyrion i l'arresta, portant-lo al Niu d'Àguiles perquè el jutgi la seva germana Lysa. Ja en el Niu, Tyrion demanda un judici per combat, guanyant, i aconseguint la llibertat. No obstant això, l'arrest de Tyrion per part de Catelyn va portar al fet que Lord Tywin Lannister ordenés la invasió de les Terres dels Rius.
Eddard Stark seria arrestat acusat de traïció i executat per ordre del nou rei Joffrey Baratheon. Al mateix temps, Robb Stark partia cap al sud amb els seus exèrcits per ajudar a la Casa Tully que s'enfrontava als Lannister. Catelyn s'uneix al seu fill i negocia amb Lord Walder Frey el pas del seu fill cap al sud. Després de la mort del seu espòs, Catelyn és partidària de negociar la pau amb el Tron de Ferro, però Robb Stark serà proclamat com a Rei en el Nord pels del nord i decideix prosseguir la guerra.

### Xoc de reis
Robb envia a Catelyn a negociar amb Renly Baratheon, autoproclamado Rei dels Set Regnes i que compta amb el suport de les cases de les Terres de Tempestes i el Domini. Però el seu germà Stannis també ha arribat per combatre contra Renly doncs també s'ha proclamat rei. Catelyn està present quan una misteriosa ombra assassina a Renly. Del seu assassinat es culpa a Brienne de Tarth, una de les seues guardaespatlles, però ella aconsegueix fugir amb ajuda de Catelyn i accedeix a servir-la.
Catelyn i Brienne tornen amb Robb, però quan Catelyn s'assabenta que els seus dos fills petits han estat assassinats per Theon Greyjoy, decideix alliberar pel seu compte a Jaime Lannister (presoner de Robb) i el posa sota la custòdia de Brienne amb la missió de portar-lo a Desembarcament del Rei i canviar-lo per les seves dues filles.

### Tempesta d'espases
Després d'assabentar-se de l'acció de la seva germana, Edmure posa baix arrest a Catelyn en Aigüesdolces. Robb la perdona quan li comunica que s'ha casat amb Jeyne Westerling, i per tant, ha trencat el seu compromís amb la Casa Frey. Per arreglar la situació amb Lord Walder Frey, Edmure accedeix a casar-se amb una de les filles de Lord Walder a canvi del perdó per Robb.
Catelyn acudeix a les noces del seu germà en Els Bessons (bastió de la Casa Frey). En els successos que es coneixeran com les Noces Vermelles, Walder Frey, aliat amb Roose Bolton i Tywin Lannister, ordena l'assassinat de tots els del nord mentre es produïa la cerimònia d'enllitament d'Edmure i la seva nova esposa. Catelyn observa com el seu fill Robb és apunyalat per Roose Bolton, i boja de dolor, talla el coll d'un net de Lord Walder abans de ser ella mateixa eliminada quan un Frey li talla el coll.

### Lady Cor de Pedra
Els Frey llancen el cos nu de Catelyn al riu, com a burla a la cerimònia mortuòria dels Tully. El seu cadàver és trobat per la Germanor sense Estendards i el seu líder, Beric Dondarrion, decideix donar la seva vida a canvi de la de Catelyn. Ella pren el nom de «Lady Cor de Pedra» i assumeix el lideratge de la Germanor, jurant venjança contra els Lannister, els Frey, els Bolton i contra qualsevol que els recolzi.
El físic de Catelyn resulta aterridor, la seva pell s'ha tornat blanquinosa, el seu pèl canós i en haver-li tallat el coll amb prou feines pot parlar de forma audible, a més es deixa consumir completament pel seu desig de venjança. Alguns membres de la Germanor l'abandonen en considerar que la seva causa s'ha tornat molt diferent a la qual tenien amb Beric Dondarrion.
En determinat moment, la Germanor captura a Brienne de Tarth. Ella jura que encara és lleial a la promesa que li va fer a Catelyn, però Lady Cor de Pedra exigeix una prova de lleialtat dient que assassini a Jaime Lannister, però Brienne es nega. Lady Cor de Pedra ordena que Brienne i els seus acompanyants siguin penjats, però abans de morir, Brienne crida alguna cosa que li salva la vida.